# 袁崇焕纪念馆

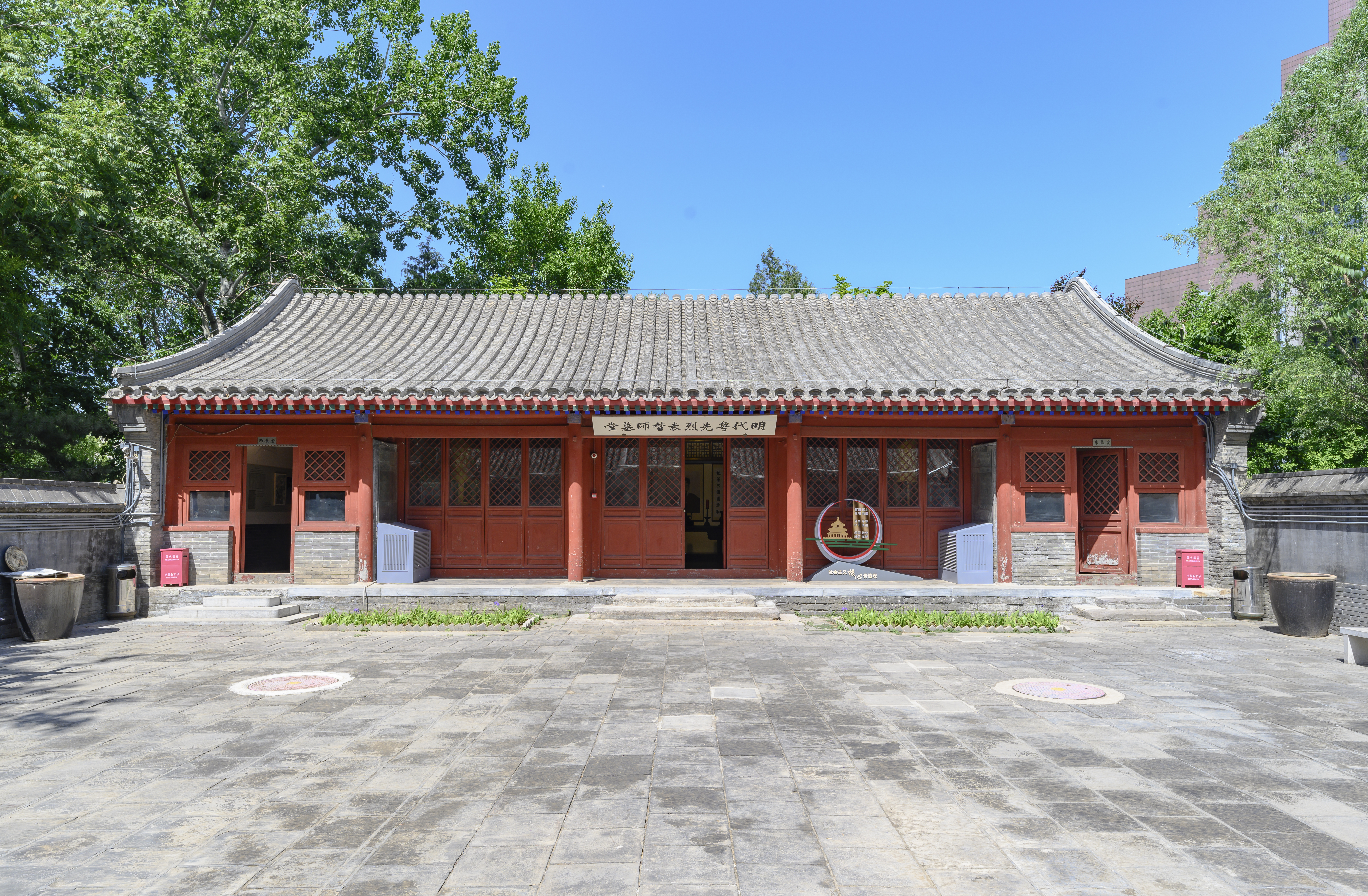
袁崇焕祠

袁崇焕纪念馆位于北京市东城区东花市斜街广东义园旧址，是在明末蓟辽督师袁崇焕祠和墓的基础上建立的纪念馆。

## 简介
袁崇焕（1584年—1630年），字元素，号自如（或又字自如），原籍广东广州府东莞县，在广西梧州府藤县参加科举。明末蓟辽督师，因被疑通敌而被处以磔刑。
清乾隆年间，袁崇焕得到平反，清政府在北京广东会馆所属的义园修建了袁崇焕的衣冠冢；道光年间，维修袁崇焕墓，南海吴荣光题写墓碑“有明袁大将军墓”。

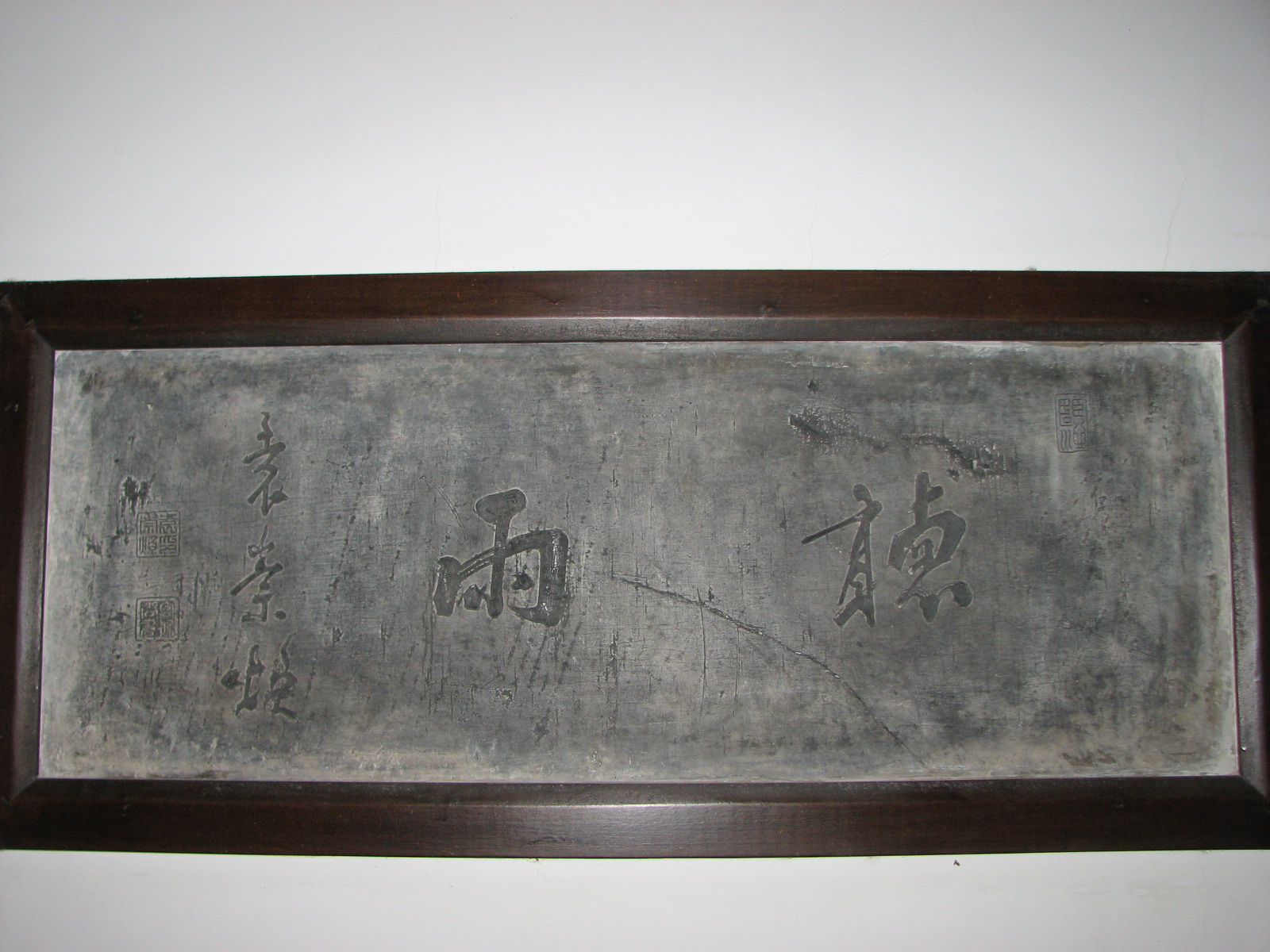
袁崇焕手迹《听雨》

民国初年，康有为出面，各界在墓旁建立袁崇焕祠。原墓堂廊柱曾悬有康有为手书“自坏长城慨今古，永留毅魄壮山河”对联。
1950年代，北京城区改造过程中，决定将城内墓葬迁出，袁崇焕墓也在其中。社会名士叶恭绰、李济深、章士钊、柳亚子等人联名呼吁保护。毛泽东于1952年5月25日批示予以保护。1954年，墓葬得到维修并保存下来。历史学家阎崇年曾指出：“文革时期袁崇焕在东花市斜街佘家馆的坟墓被挖开，里面未见其尸骨和遗物。”他同时还说，“民国初年有人说袁崇焕的头颅被仆人窃走，私埋在自家的院子里。但是，在明清的官书、文集、笔记、方志、谱牒、档案里，见不到这方面的记载。”
2006年，袁崇焕墓和祠被中华人民共和国国务院列入全国重点文物保护单位名单。
馆内藏有传说是袁崇焕手迹的《听雨》以及康有为题写的《明袁督师庙记》手书等珍贵文物。
2017年5月23日，东城区官德教育基地在文天祥祠、袁崇焕祠、于谦祠挂牌，东城区还下发通知要求全区各单位参观学习。其中，袁崇焕祠展出其家乡遗迹、任知县的福建省邵武县遗迹，守卫的辽宁省兴城遗迹。

## 参阅
- 己巳之變
- 袁崇焕
  - 宁远之战, 宁锦之战